# 도시락 (드라마)
《도시락》은 2010년 9월 26일에 MBC에서 방영한 일요 드라마극장의 5편 중 한 편이다. 곧 폐쇄되는 경치가 아름답기로 유명한 시골 간이역 미강역에 아픔과 추억이 있는 사람들이 그곳을 찾아 서로 부딪히고 싸우면서 자신들의 상처를 치유하는 이야기다.

## 등장 인물
- 배한성 : 허창식 역 - 역장
- 차화연 : 박숙자 역 - 어린 나이에 죽은 아들을 잊지 못해 찾아온 여인
- 이민정 : 희영 역 - 자신을 버리고 떠난 옛 애인과의 추억을 잊지 못하고 찾아온 여자
- 임슬옹 : 수철 역 - 역무원
- 박혜진 : 병규의 어머니 역
- 정인기 : 형사1 역
- 오대환 : 병규 역 - 홀로 남겨진 어머니를 만나려온 남자
- 박진우 : 형사2 역
- 이나경 : 리포터 역
- 마창범 (아역)
- 유필인